# فرانك أوز
فرانك أوز (بالإنجليزية: Frank Oz)‏ مواليد 25 مايو 1944 في هيرفوردشير، إنجلترا، هو ممثل أمريكي بدأ مسيرته الفنية عام 1960. كما أنه من الفائزين بجائزة إيمي. أدى صوت شخصية يودا في أفلام حرب النجوم.

## الأعمال

### أفلام
- قلباً وقالباً
- حرب النجوم الجزء الثالث: انتقام السيث
- زذورا مغامرات الفضاء
- حرب النجوم الجزء الثاني: هجوم المستنسخين
- الهدف
- شركة المرعبين المحدودة
- حرب النجوم الجزء الأول: تهديد الشبح
- كريستال الظلام
- مستذئب أمريكي في لندن
- حرب النجوم الجزء الخامس: الإمبراطورية تعيد الضربات
- فيلم الدمى

### مسلسلات
- شارع السمسم

## وصلات خارجية
- فرانك أوز على موقع IMDb (الإنجليزية)
- فرانك أوز على موقع روتن توميتوز (الإنجليزية)
- فرانك أوز على موقع ألو سيني (الفرنسية)
- فرانك أوز على موقع ميوزك برينز (الإنجليزية)
- فرانك أوز على موقع تيرنر كلاسيك موفيز (الإنجليزية)
- فرانك أوز على موقع أول موفي (الإنجليزية)
- فرانك أوز على موقع بوكس أوفيس موجو (الإنجليزية)
- فرانك أوز على موقع قاعدة بيانات الأفلام السويدية (السويدية)
- فرانك أوز على موقع إن إن دي بي (الإنجليزية)
- فرانك أوز على موقع ديسكوغز (الإنجليزية)